# 陶福祥

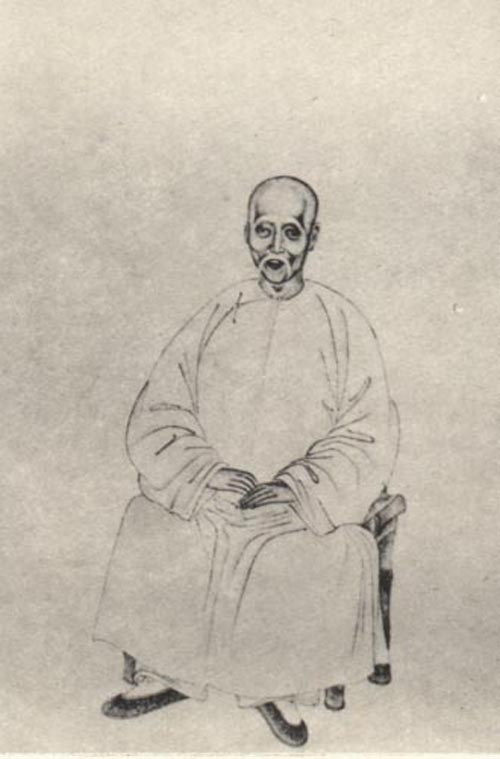

陶福祥（1834年—1896年），字春海，别号爱庐。广东番禺人，清朝文學家。

## 生平
早年從學于陈澧。光绪二年鄉試中舉曾担任学海堂学长、番禺书院院长。同治间，张之洞创设广雅书局，聘为总校，藏有《蔡中郎集》、《朱韦斋集》、《陈后山集》、《梦溪笔谈》、汪师韩《文选》、《理学权舆》等。